# Адам Стебловський
Адам Стебловський (пол. Adam Stebłowski) (1896 — 1941) — польський громадський і політичний діяч, дипломат. Польський консул у Харкові (8 грудня 1928 р. — 28 червня 1932 р.).

## Життєпис
Народився у маєтку Збруч Волочиського повіту. Закінчив гімназію в Острозі. Закінчив філологічний факультет в Київському університеті св. Володимира, у 1922 році закінчив Вищу військову школу. Закінчив юридичний факультет Варшавського університету. Отримав магістра права у Варшавській школі політичних наук.
У 1917—1918 рр. — брав участь у створенні польських військових підрозділів. Служив у Війську Польському.
У 1925—1928 рр. — військовий експерт польської делегації на міжнародних конференціях Ліги Націй, член постійної Дорадчої комісії з військових справ при Лізі Націй.
З 1928 року — дипломований майор запасу.
У 1928—1933 рр. — радник Посольства Польщі у СРСР.
У роки Голодомору відслідковував соціально-економічну ситуацію та політичні настрої населення в Україні, особисто бачив голодних українських селян на вулицях Харкова, повідомляв посольство в Москві про масовий голод в Україні. 28 травня 1932 року констатував факт недосіву, а також те, що скрізь «панує повсюдний голод», селяни їдуть у міста за хлібом, незважаючи на високі ціни. Дипломат доповідав про масовий голод — «люди пухнуть і лежать без сил». Селяни, за спостереженнями польського дипломата, здійснювали напади на склади, розбирали зерно, а в місті Хорол було пограбовановагон кукурудзи та 5 вагонів ячменю, хоча при нападі загинуло 4 селян, 60 арештовано. Передавав чутки про готовність селян Золотоноші виступити зі зброєю проти органів влади. Повідомлення Стебльовського засвідчує факт масового голоду у першій половині 1932 р. в Україні.
З 8 грудня 1928 по 28 червня 1932 р. — Генеральний консул Польщі у Харкові.
З 28 червня 1932 по жовтень 1933 р. — Генеральний консул Польщі у Тифлісі.
З 1933 року член змішаної комісії у справах Верхньої Сілезії, радник Міністерства закордонних справ Польщі, співробітник ряду військових часописів.